# Федотов, Сергей Владимирович
Сергей Владимирович Федотов (род. 24 января 1977, Москва) — российский хоккеист, защитник.

## Биография
Воспитанник СДЮШОР «Динамо» Москва. В сезонах 1993/94 — 1995/96 выступал за «Динамо-2». По данным сайта dynamo-history.ru 21 января 1995 года дебютировал в составе «Динамо» в гостевом матче МХЛ против тюменского «Рубина» (4:2), однако в составе команды, представленном на сайте ice-hockey-stat.com, Федотова в составе не было, а впервые его фамилия появляется в составе домашнего матча против «Тивали», состоявшегося 19 ноября 1994.
На драфте НХЛ 1995 года был выбран в 2-м раунде под общим 35-м номером клубом «Хартфорд Уэйлерс». В сезонах 1996/97 — 1999/2000 выступал в низших североамериканских лигах за клубы «Детройт Уэйлерс» (OHL, 1996/97), «Спрингфилд Фэлконс» (AHL, 1996/97), «Плимут Уэйлерс» (OHL, 1997/98), «Ричмонд Ренегейдс» (ECHL, 1997/98), «Бист оф Нью-Хейвен» (AHL, 1997/98 — 1998/99), «Флорида Эверблэйдс» (ECHL, 1998/99), «Джэксонвилл Лизард Кингс» (ECHL, 1999/2000).
Участник чемпионата Европы среди юниорских команд 1995. Бронзовый призёр чемпионата мира среди молодёжных команд 1997.